# Bidens connata
Bidens connata là một loài thực vật có hoa trong họ Cúc. Loài này được Muhl. ex Willd. mô tả khoa học đầu tiên năm 1803.